# Happy99
Happy99, dikwijls ook Ska of l-Worm genoemd, is een computerworm voor enkele Windowsversies. Het virus verspreidde zich voor het eerst rond januari 1999 door middel van e-mails en usenet.
De worm installeert zichzelf en werkt vervolgens op de achtergrond van het geïnfecteerde systeem, de worm geeft verder geen aanwijzingen over zijn bestaan.
Als het bestand wordt uitgevoerd is er geïllustreerd vuurwerk met de tekst Happy New Year te zien. Het virus maakt gebruik van Winsock, daarmee krijgt het programma toestemming om zichzelf te verspreiden.
Het virus veroorzaakt geen verdere schade aan het systeem.